# Pajduška
Les danses de la famille Pajdushka se rencontrent en Albanie, Bulgarie et en Macédoine du Nord.  Elles sont de rythme irrégulier (aksak) en 5/8 (2+3). La danse a une origine albanais.

## Pas de base
- mesure 1
  - (1-2) : sursaut sur le pied gauche
  - (3-5) : pas du pied droit
- mesure 2
  - idem mesure 1, pieds inversés.